# Chuchel (jeu vidéo)
Pour les articles homonymes, voir Chuchel.
Chuchel est un jeu vidéo d'aventure en pointer-et-cliquer développé et édité par Amanita Design, sorti en 2018 sur Windows, Mac, iOS et Android.

## Système de jeu
Le jeu est dans sa majeure partie un pointer-cliquer constitué d'une série de tableaux dans lesquels le personnage principal doit résoudre une courte énigme afin de récupérer une cerise. Si la plupart des tableaux se résolvent en cliquant sur des objets à l'écran, le titre pastiche également d'autres sagas de jeux vidéo, comme Tetris, Space Invaders, Pac-Man ou encore Angry Birds. Le système de jeu devient alors davantage arcade le temps d'un tableau. 

## Accueil
- Adventure Gamers : 4/5[1]
- Canard PC : 8/10[2]